# Iwona Jakubowska-Branicka
Iwona Maria Jakubowska-Branicka (ur. 1 kwietnia 1954) – polska socjolożka, wykładowczyni Uniwersytetu Warszawskiego.

## Życiorys
W 1985 otrzymała w Instytucie Socjologii Uniwersytetu Warszawskiego stopień doktora nauk humanistycznych na podstawie dysertacji Procesy kształtowania się przekonań i ocen moralnych dzieci i młodzieży. Habilitowała się w 2001 w Instytucie Stosowanych Nauk Społecznych UW w dyscyplinie socjologii, przedstawiwszy dzieło Czy jesteśmy inni? Czyli w poszukiwaniu absolutnego autorytetu. W 2014 otrzymała tytuł naukowy profesora.
Specjalizuje się w problematyce dotyczącej teorii demokracji współczesnej, praw człowieka, psychologii polityki i socjotechniki propagandy politycznej.
Zawodowo związana z Katedrą Historii Idei i Antropologii Kulturowej Wydziału Stosowanych Nauk Społecznych i Resocjalizacji UW.
Wśród wypromowanych przez nią doktorów znalazła się Agnieszka Turska-Kawa.